# Jessica Broderick
Jessica Broderick es una deportista estadounidense que compitió en triatlón. Ganó una medalla de plata en el Campeonato Panamericano de Triatlón de 2014.

## Palmarés internacional
| Campeonato Panamericano | Campeonato Panamericano | Campeonato Panamericano | Campeonato Panamericano |
| Año                     | Lugar                   | Medalla                 | Prueba                  |
| ----------------------- | ----------------------- | ----------------------- | ----------------------- |
| 2014                    | Dallas (Estados Unidos) | Medalla de plata        | Individual              |